# Joshua Rose
Liam Joshua Rose (Rockhampton, 16 dicembre 1981) è un calciatore australiano, difensore del Central Coast Mariners.

## Carriera
Rose inizia a giocare nel Brisbane Strikers. Dopo quattro anni si trasferisce al New Zealand Knights, dove milita per una stagione. Dopodiché va in Romania, all'Universitatea Craiova. Dopo tre stagioni torna in Australia, al Central Coast Mariners. Nella stagione 2009-2010 viene premiato come migliore giocatore dell'anno dal club di Gosford.

## Palmarès

### Competizioni nazionali
- Campionato australiano: 1

Central Coast Mariners: 2012-2013
- FFA Cup: 1

Melbourne City: 2016